# 이몽학
이몽학(李夢鶴, ? ~ 1596년)은 조선 선조 때 이몽학의 난을 일으킨 인물이다.

## 생애
왕족의 서얼 출신으로 홍산현 구룡 사람이다. 서울에 살았으나 성품이 불량하고 행실도 좋지 않아 아버지에게 쫓겨나 충청·전라도 지방을 돌아다녔다. 그는 충청도 홍산 무량사(無量寺)에 우거하면서 선봉장 한현(韓絢) 등과 친교를 맺었고 그의 부하가 되었다.
임진왜란 때 한현의 부하로 들어가서 그와 함께 반란 계획을 꾸민 다음, 본인이 서얼임은 숨기고 왕족인 것만 강조하며 의병을 모은다는 명목으로 동갑회라는 비밀결사를 조직하여 장정들을 모집하였다. 1596년 충청도 홍산에서 이몽학의 난으로 불리는 반란을 일으켜 한때는 홍산·청양·대흥 등을 차례로 함락시켜 홍주(지금의 홍성)까지 돌입했으나, 홍주목사 만전당 홍가신의 민첩한 대응으로, 관군이 빨리 대응을 하고, 반란군 중에서 관군에 붙은 자가 많아져서 전세가 불리해졌다. 그러자 그의 부하 김경창·임억명 등이 이몽학의 목을 베어 항복하였다.
이몽학의 난으로 만전당 홍가신은 청난 일등 공신이 되었고, 이몽학의 목을 벤 김경창과 임억명 등은 이 공으로 조정으로부터 종2품에 해당되는 당상관급인 가선대부의 작위를 받았다.

## 관련 작품
- 영화 《구르믈 버서난 달처럼》 (2010년, 배역:차승원)
- 드라마 《징비록》 (2015년, 배역:변우종)

## 같이 보기
- 이몽학의 난